# Halblech

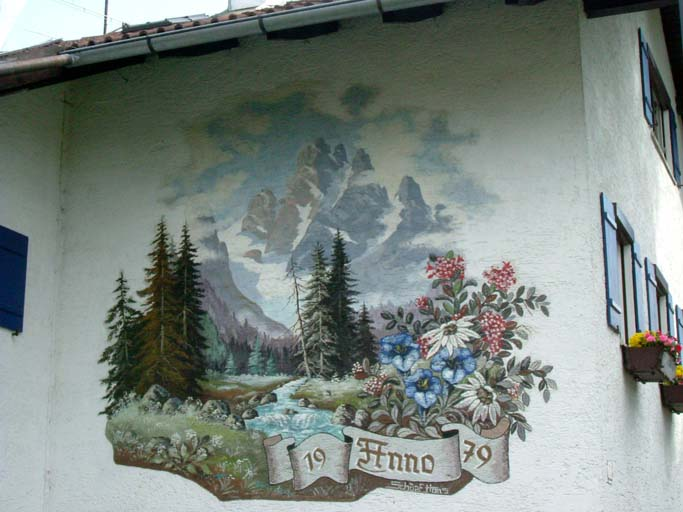
Lüftlmalerei à Halblech

Halblech est une petite commune d'Allemagne de Souabe (Bavière), sur la Route Romantique et la Route du Roi-Louis, non loin des châteaux de Hohenschwangau et Neuschwanstein.

## Géographie
La commune d'Halbech se trouve dans l'Algau.
Les quartiers d'Halblech (Ortsteile) sont, outre le village proprement dit d'Halblech, Bayerniederhofen, Berghof, Birnbaum, Buching, Eschenberg, Greith, Hafenfeld, Kniebis, Oberreithen, Pfefferbichl, Rauhenbichl, Schober, Trauchgau et Unterreithen.

## Histoire
La commune d'Halblech a fait partie de la Recette (« Rentamt ») de Munich et du tribunal régional de Landsberg.  Elle appartenait depuis 1567 aux seigneurs d'Hohenschwangau. La commune actuelle apparut au cours des réformes de l'administration de Bavière, en 1818.

## Économie et infrastructure
Halbech vit surtout d'agriculture et de sylviculture. En 1999, 121 exploitations agricoles couvraient 2 704 ha. L'industrie du bois comporte 13 implantations. On trouve aussi des entreprises de transports, de construction et de commerce.
En 1999, 96 enfants fréquentaient l'école maternelle et 255 l'école primaire (12 instituteurs).